# Wydział Fizyki i Astronomii Uniwersytetu Zielonogórskiego
Wydział Fizyki i Astronomii Uniwersytetu Zielonogórskiego (WFiA UZ)  – jeden z 13 wydziałów Uniwersytetu Zielonogórskiego, powstały 16 lutego 2004 roku w wyniku reorganizacji Wydziału Nauk Ścisłych i podzielenia go na wyżej wymieniony oraz Wydział Matematyki, Informatyki i Ekonometrii Uniwersytetu Zielonogórskiego. Kształci on studentów na trzech podstawowych kierunkach zaliczanych do nauk fizycznych wyłącznie na studiach stacjonarnych.
Wydział Fizyki i Astronomii UZ jest jednostką interdyscyplinarną. W jego ramach znajdują się 2 instytuty. Aktualnie zatrudnionych jest 61 pracowników naukowo-dydaktycznych (z czego z tytułem 7 profesora zwyczajnego, 9 doktorów habilitowanych, 21 doktora oraz 14 magistrów. Według Ministerstwa Nauki i Szkolnictwa Wyższego wydział posiada kategorię naukową A. Według stanu na 2004 rok na wydziale studiuje łącznie 229 studentów.

## Historia
Początki dzisiejszego Wydziału Fizyki i Astronomii związane są z powołaniem do życia 1 listopada 1989 roku Instytutu Fizyki, a następnie w 2000 roku Instytutu Astronomii na Wyższej Szkole Pedagogicznej im. Tadeusza Kotarbińskiego w Zielonej Górze. Obie te jednostki wchodziły w skład Wydziału Matematyki, Fizyki i Techniki. Po połączeniu w 2001 roku zielonogórskiej WSP z Politechniką Zielonogórską oraz utworzeniu uniwersytetu, obydwa Instytuty stały się jednostkami organizacyjnymi Wydziału Nauk Ścisłych Uniwersytetu Zielonogórskiego. 
W 2002 roku władze Instytutu Fizyki złożyły do Centralnej Komisji ds. Tytułu i Stopni Naukowych (CK)  wniosek o uzyskanie praw doktoryzowania w zakresie fizyki. Wtedy też na wydziale rozpoczęły się dyskusje o podziale Wydziału Nauk Ścisłych na Wydział Matematyki, Informatyki i Ekonometrii oraz Wydział Fizyki i Astronomii. Finałem tych dyskusji było powołanie przez rektora Uniwersytetu Zielonogórskiego, prof. dra hab. Michała Kisielewicza, pełnomocnika rektora ds. utworzenia Wydziału Fizyki i Astronomii, dra hab. Krzysztofa Urbanowskiego, prof. UZ. Przygotowany przez niego wniosek zaakceptował senat Uniwersytetu Zielonogórskiego i po uzupełnieniu o pozytywną decyzję CK w sprawie uprawnień do doktoryzowania, został skierowany do ministra edukacji. Z dniem 16 lutego 2004 roku minister powołał nowe wydziały Uniwersytetu Zielonogórskiego, w tym Wydział Fizyki i Astronomii. Ważnym wydarzaniem w historii wydziału było uzyskanie w 2012 roku pierwszego uprawnienia habilitacyjnego. Były to wówczas dopiero piąte uprawnienia do nadawania stopnia doktora habilitowanego na Uniwersytecie Zielonogórskim.

## Poczet dziekanów
- 2004–2005: dr hab. Krzysztof Urbanowski - fizyk (fizyka teoretyczna, oddziaływanie fundamentalne)
- 2005–2008: dr hab. Anatol Nowicki - fizyk (fizyka teoretyczna, teoria pola)
- 2008–2012: prof. dr hab. Piotr Rozmej - fizyk (fizyka teoretyczna, modelowanie numeryczne)
- 2012–2016: prof. dr hab. Giorgi Melikidze - fizyk (astrofizyka)
- od 2016 r.: prof. dr hab. Andrzej Drzewiński - fizyk (teoria ciała stałego)

## Kierunki kształcenia
Wydział Fizyki i Astronomii Uniwersytetu Zielonogórskiego prowadzi następujące kierunki studiów w roku akademickim 2018/2019:
- studia licencjackie (pierwszego stopnia), trwające 3 lata:
  - fizyka
  - fizyka medyczna
  - astronomia

- studia magisterskie uzupełniające (drugiego stopnia), trwające 2 lata na następujących kierunkach i specjalnościach[8]:
  - fizyka 
    - fizyka teoretyczna
    - fizyka komputerowa
    - astrofizyka komputerowa

- studia doktoranckie (trzeciego stopnia), trwające 4 lata w dziedzinie nauk fizycznych w dyscyplinach: fizyka, astronomia[9].

Wydział Fizyki i Astronomii UZ posiada następujące uprawnienia do nadawania stopni naukowych w dziedzinie nauk fizycznych:
- doktora w dyscyplinie astronomii, fizyki
- doktora habilitowanego w dyscyplinie astronomii, fizyki

## Struktura organizacyjna

### Instytut Astronomii im. profesora Janusza Gila
Dyrektor: prof. dr hab. Andrzej Jerzy Maciejewski
- Zakład Astrofizyki
- Zakład Radioastronomii

### Instytut Fizyki
Dyrektor: dr hab. Maria Przybylska
- Zakład Fizyki Materiałowej i Medycznej
- Zakład Fizyki Teoretycznej
- Zakład Metod Matematycznych Fizyki
- Zakład Modelowania Procesów Fizyko-Chemicznych
- Zakład Optyki i Inżynierii Kwantowej
- Zakład Spektroskopii Materiałów Funkcjonalnych